# Jesús Sánchez
Jesús Enrique Sánchez García, noto semplicemente come Jesús Sánchez (San Luis Río Colorado, 31 agosto 1989), è un ex calciatore messicano, di ruolo difensore.

## Caratteristiche tecniche
È un terzino destro.

## Carriera
Cresciuto nel settore giovanile del Guadalajara, ha esordito in prima squadra il 26 ottobre 2008 disputando l'incontro di Primera A pareggiato 0-0 contro il Leones Negros UdeG.